# Fabienne Wohlwend
Fabienne Wohlwend, née le 7 novembre 1997 à Vaduz, est une pilote automobile liechtensteinoise active notamment en W Series.

## Biographie
Passionnée de courses automobiles dès son plus jeune âge, Fabienne Wohlwend fait ses débuts en karting avec son frère Raphael, soutenue par ses parents. Parallèlement, elle montre un certain talent pour le ski et hésite entre les deux disciplines avant d'opter à 11 ans pour le sport mécanique. Toutefois, ses parents insistent pour qu'elle ait un plan de secours en cas d'échec en sport automobile, et elle entreprend des études dans les métiers de la banque.
Elle travaille pour VP Bank trois jours par semaine et suit des cours les deux autres jours. Diplômée en 2016, elle jongle entre son activité bancaire professionnelle et sa carrière de pilote jusqu'à ce que ses succès en Ferrari Challenge ne la convainquent de se consacrer entièrement à la course automobile.

## Parcours sportif

### Formule 4
Fabienne Wohlwend fait ses débuts en monoplace en 2016 après être passée par le karting junior en Suisse et au Liechtenstein. Pour sa première saison en monoplace, elle intègre l'écurie Aragón Racing avant de passer chez DR Racing à mi-saison. Les débuts sont difficiles et la Liechtensteinoise n'inscrit aucun point cette saison, son meilleur résultat étant une 11e place lors de la dernière course à Monza. Seule femme présente sur la grille, elle remporte logiquement le Women Trophy du championnat.

### Audi Sport TT Cup
Après cette première expérience, Fabienne Wohlwend passe sur les voitures de tourisme en 2017 en intégrant le Audi Sport TT Cup. Lors de sa première course, elle réalise son meilleur résultat de la saison avec une 8e place à Hockenheim et termine le championnat à une 11e place finale.

### Ferrari Challenge
En parallèle de sa participation à l'Audi Sport TT Cup, la Liechtensteinoise dispute le Ferrari Challenge en catégorie amateur. Les résultats sont au rendez-vous : sur les six courses la jeune femme signe deux pole positions, quatre podiums et une victoire à Imola. Elle devient ainsi la première femme de l'histoire à remporter une course officielle sur une Ferrari.
Fabienne Wohlwend disputera également la Finali Mondiali de fin de saison du Ferrari Challenge sur le circuit du Mugello qu'elle terminera troisième, après un dépassement controversé sur Manuela Gostner.
Après l'arrêt du trophée Audi, elle poursuit sa carrière dans le Ferrari Challenge au niveau Or et Argent pour les pilotes confirmés. Elle remporte 3 des 14 courses du calendrier (une sur le circuit de Spa-Francorchamps et les deux courses de Misano) et termine deuxième du championnat. A nouveau, elle dispute la finale dans la catégorie Pro-Am de la course Trofeo Pirelli, qu'elle remporte, devenant officiellement la première femme à remporter un championnat automobile.
Pour la saison 2019, elle concourt de nouveau dans la division Trofeo Pirelli du Ferrari Challenge, mais avec un statut professionnel. Sur les trois courses disputées cette saison, son meilleur résultat est une 4e place.

### W Series
Pour la saison 2019, Fabienne Wohlwend fait partie des femmes pilotes sélectionnées pour disputer la première saison des W Series, un championnat de monoplace uniquement féminin.

## Résultats en monoplace
| Saison | Championnat          | Écurie                | Courses | Victoires | Pole positions | Meilleurs tours | Podiums | Points | Classement |
| ------ | -------------------- | --------------------- | ------- | --------- | -------------- | --------------- | ------- | ------ | ---------- |
| 2016   | Formule 4 italienne  | DR Formula            | 20      | 0         | 0              | 0               | 0       | 0      | 35e        |
| 2021   | W Series             | Hitech Grand Prix     | 6       | 0         | 1              | 0               | 1       | 51     | 6e         |
| 2021   | W Series             | Bunker Racing         | 8       | 0         | 0              | 0               | 2       | 42     | 6e         |
| 2022   | W Series             | CortDAO W Series Team | 7       | 0         | 0              | 0               | 0       | 32     | 10e        |
| 2022   | Indian Racing League | Godspeed Kochi        | 6       | 0         | 0              | 0               | 2       | 92     | 6e         |
| 2023   | Indian Racing League | Godspeed Kochi        | 3       | 0         | 0              | 0               | 0       | 28     | 9e         |
| 2024   | Indian Racing League | Rarh Bengal Tigers    | 5       | 0         | 0              | 0               | 0       | 123    | 3e         |
| 2025   | Indian Racing League | Goa Aces by JA Racing |         |           |                |                 |         |        | e          |